# Junzaburō Ban
Junzaburō Ban (伴淳三郎 Ban Junzaburō?, n. 10 ianuarie 1910, Prefectura Yamagata, Japonia – d. 26 octombrie 1981, Tokyo⁠(d), Tōkyō, Japonia) a fost un actor și comic japonez. Numele lui adevărat este Hirosada Suzuki (鈴木寛定 Suzuki Hirosada?).

## Biografie
Junzaburō Ban a început o carieră de actor în filme în anul 1927 și a apărut în mai mult de 360 de filme între 1928 și 1982. S-a remarcat în calitate de comic, fiind una dintre vedetele seriei de comedii Ekimae (24 de filme apărute între 1958 și 1969) ale companiei Toho, cu Hisaya Morishige și Frankie Sakai. Ban a dovedit în același timp calități de actor de dramă în filmul Dodes'ka-den (1970), unde l-a interpretat pe funcționarul Shima, care își apără soția în fața insultelor colegilor săi. Personajul are mai multe ticuri nervoase, care ar fi comice în alte circumstanțe, dar dovedesc aici o durere adâncă.

## Filmografie selectivă
- 1953: Le Profil de la ville (都会の横顔 Tokai no yokogao?), regizat de Hiroshi Shimizu - povestitorul
- 1954: Ukare gitsune senbon zakura (浮かれ狐千本桜?), regizat de Torajirō Saitō
- 1958: La Lumière des lucioles (螢火 Hotarubi?), regizat de Heinosuke Gosho - Isuke, soțul lui Otose
- 1960: L'Enterrement du soleil (太陽の墓場 Taiyō no hakaba?), regizat de Nagisa Ōshima - Yotsematsu
- 1965: Le Détroit de la faim (飢餓海峡 Kiga kaikyō?), regizat de Tomu Uchida - inspectorul de poliție Yumisaka
- 1970: Dodes'ka-den (どですかでん Dodesukaden?), regizat de Akira Kurosawa - Shima, funcționarul cu ticuri[6]
- 1972: Wandering Ginza Butterfly 2: She-Cat Gambler (銀蝶流れ者 牝猫博奕 Ginchō nagaremono: Mesuneko bakuchi?), regizat de Kazuhiko Yamaguchi
- 1977: Ningen no shōmei (人間の証明?), regizat de Jun'ya Satō - proprietarul onsenului[7]
- 1978: Dog Flute (犬笛 Inubue?), regizat de Sadao Nakajima - bătrânul[8]
- 1978: La Reine des abeilles (女王蜂 Joōbachi?), regizat de Kon Ichikawa - polițistul Yamamoto
- 1981: Eijanaika (ええじゃないか Eejanaika?), regizat de Shōhei Imamura - Toramatsu

## Premii și distincții
- 1965: Premiul Mainichi pentru cel mai bun actor în rol secundar pentru interpretarea lui din Hunger Straits[9]
- 1978: Medalia de Onoare cu panglică violetă

## Legături externe
- Junzaburō Ban la Internet Movie Database
- Junzaburō Ban pe Japanese Movie Database